# Villers-en-Cauchies Communal Cemetery
Villers-en-Cauchies Communal Cemetery is een Britse militaire begraafplaats gelegen in de Franse plaats Villers-en-Cauchies (Noorderdepartement). De begraafplaats wordt onderhouden door de Commonwealth War Graves Commission.
De begraafplaats telt 23 geïdentificeerde Gemenebest graven uit de Eerste Wereldoorlog.